# Copreo
En la mitología griega Copreo (en griego Κοπρεύς, Kopreús) era el heraldo de Euristeo que anunciaba los doce trabajos de Heracles.
Copreo es uno de los muchos hijos de Pélope. Euristeo, receloso del vigor de Heracles, le ordenó que en lo sucesivo no entrara en la ciudad sino que expusiera la presa ante las puertas. Dicen que por temor a Heracles había aprestado bajo tierra una tinaja de bronce para esconderse, y le señalaba los trabajos por medio del mensajero Copreo. Este había matado a Ífito, un nativo de Élide, y huido a Micenas, después de ser purificado por Euristeo. En la Ilíada se nos dice que «de aquél (Copreo) había nacido de un padre mediocre un hijo notable en toda clase de cualidades». Este fue Perifetes de Micenas. Cuando los Heraclidas se refugiaron en la corte de Demofonte, soberano de Atenas, Copreo, como heraldo de Euristeo, quiso llevarse a rastras a los suplicantes pero Yolao se lo impidió.